# اتفاقية دبلن

الدول التي تطبق اتفاقية دبلن
دول عضو بالاتحاد الاوروبي وتطبق الاتفاقية الدول بالاصفر دول غير عضو في الاتحاد الاوروبي وتطبق الاتفاقية

اتفاقية دبلن (اللائحة رقم 604/2013 ؛ أحيانًا اتفاقية دبلن الثالثة ؛ سابقًا لائحة دبلن الثانية واتفاقية دبلن) هي قانون الاتحاد الأوروبي (EU) الذي يحدد الدولة العضو في الاتحاد الأوروبي المسؤولة عن فحص طلب اللجوء، المقدمة من الأشخاص الذين يسعون للحصول على الحماية الدولية بموجب اتفاقية جنيف وتوجيه الاتحاد الأوروبي للمؤهلات ، داخل الاتحاد الأوروبي. إنه حجر الزاوية في نظام دبلن، الذي يتكون من لائحة دبلن ولائحة EURODAC ، التي تنشئ قاعدة بيانات لبصمات الأصابع على مستوى أوروبا للوافدين غير المصرح لهم إلى الاتحاد الأوروبي. تهدف اتفاقية دبلن إلى «تحديد السريع للدولة المسؤولة [عن طلب اللجوء]»  وتنص على نقل طالب اللجوء إلى تلك الدولة.

## لمحة تاريخة
تم إنشاء نظام دبلن في الأصل بموجب اتفاقية دبلن ، التي تم التوقيع عليها في دبلن ، أيرلندا في 15 يونيو حزيران 1990، ودخلت حيز التنفيذ لأول مرة في 1 سبتمبر تشرين الثاني 1997 لأول اثني عشر موقعًا (بلجيكا، الدنمارك، فرنسا، ألمانيا، اليونان، أيرلندا، إيطاليا، لوكسمبورغ، هولندا، البرتغال، إسبانيا والمملكة المتحدة)، في 1 أكتوبر تشرين الأول 1997 للنمسا والسويد، وفي 1 يناير كانون الثاني 1998 لفنلندا. في حين أن الاتفاقية كانت مفتوحة فقط للانضمام من قبل الدول الأعضاء في المجموعات الأوروبية، والنرويج وأيسلندا، وأبرمت الدول غير الأعضاء اتفاقية مع المفوضية الأوروبية في عام 2001 لتطبيق أحكام الاتفاقية في أراضيها.
تم اعتماد لائحة دبلن الثانية في عام 2003، لتحل محل اتفاقية دبلن في جميع الدول الأعضاء في الاتحاد الأوروبي باستثناء الدنمارك، التي لديها خيار عدم المشاركة في تنفيذ اللوائح في مجال الحرية والأمن والعدالة. دخلت اتفاقية مع الدنمارك بشأن تمديد تطبيق اللائحة إلى الدنمارك حيز التنفيذ في عام 2006. كما مدد بروتوكول منفصل اتفاقية أيسلندا-النرويج إلى الدنمارك في عام 2006. تم تمديد أحكام اللائحة أيضًا من خلال معاهدة إلى الدول غير الأعضاء سويسرا في 1 مارس 2008،  والتي صوتت في 5 يونيو 2005 بنسبة 54.6 ٪ للتصديق عليها، وليختنشتاين في 1 أبريل 2011. وبعد ذلك، جعل البروتوكول هذه الاتفاقية تنطبق أيضًا على الدنمارك.
في 3 كانون الأول ديسمبر 2008، اقترحت المفوضية الأوروبية تعديلات على لائحة دبلن، مما خلق فرصة لإصلاح نظام دبلن. تمت الموافقة على لائحة دبلن III (رقم 604/2013) في يونيو 2013، لتحل محل لائحة دبلن II ، وتنطبق على جميع الدول الأعضاء باستثناء الدنمارك. دخل حيز التنفيذ في 19 يوليو تموز 2013. وهو يقوم على نفس المبدأ مثل المبدأين السابقين، أي أن الدولة العضو الأولى التي يتم فيها تخزين بصمات الأصابع أو تقديم طلب اللجوء هي المسؤولة عن طلب اللجوء الخاص بشخص ما.
في يوليو 2017، أيدت محكمة العدل الأوروبية لائحة دبلن، معلنة أنها لا تزال قائمة على الرغم من التدفق الكبير لعام 2015، مما يمنح الدول الأعضاء في الاتحاد الأوروبي الحق في نقل المهاجرين إلى أول دولة يدخلون فيها إلى الاتحاد الأوروبي.
يتمثل أحد الأهداف الرئيسية لاتفاقية دبلن في منع مقدم الطلب من تقديم طلبات في دول أعضاء متعددة. والهدف الآخر هو تقليل عدد طالبي اللجوء «الذين يدورون حول»، الذين يتم نقلهم من دولة عضو إلى دولة عضو. الدولة التي يتقدم فيها طالب اللجوء أولاً للحصول على اللجوء هي المسؤولة إما عن قبول أو رفض الطلب، ولا يجوز للطالب إعادة العملية في ولاية قضائية أخرى.

## النقد الموجه للاتفاقية
وفقًا للمجلس الأوروبي للاجئين والمنفيين (ECRE) والمفوضية السامية للأمم المتحدة لشؤون اللاجئين، يفشل النظام الحالي في توفير حماية عادلة وفعالة وفعالة. في حوالي عام 2008، لم يتمكن هؤلاء اللاجئون الذين تم نقلهم بموجب دبلن دائمًا من الوصول إلى إجراءات اللجوء. هذا يعرض الناس لخطر العودة للاضطهاد. تم تقديم هذا الادعاء في عدد من المناسبات من قبل المجلس  والمفوضية السامية للأمم المتحدة لشؤون اللاجئين  بأن لائحة دبلن تعيق الحقوق القانونية والرفاهية الشخصية لطالبي اللجوء، بما في ذلك الحق في الفحص العادل لطلب اللجوء الخاص بهم، وأين المعترف بها، إلى حماية فعالة، ويؤدي إلى التوزيع غير المتكافئ لطلبات اللجوء بين الدول الأعضاء.
يمكن أن يؤدي تطبيق هذه اللائحة إلى تأخير خطير في تقديم المطالبات، ويمكن أن يؤدي إلى عدم سماع الدعاوى مطلقًا. تشمل أسباب القلق استخدام الاحتجاز لفرض عمليات نقل طالبي اللجوء من الدولة حيث يتقدمون بطلب إلى الدولة التي تعتبر مسؤولة، والمعروفة أيضًا باسم عمليات نقل دبلن، وفصل العائلات والحرمان من فرصة فعالة للاستئناف ضد عمليات النقل. يزيد نظام دبلن أيضًا من الضغوط على المناطق الحدودية الخارجية للاتحاد الأوروبي، حيث يدخل غالبية طالبي اللجوء إلى الاتحاد الأوروبي وحيث غالبًا ما تكون الدول الأقل قدرة على تقديم الدعم والحماية لطالبي اللجوء.
بعد المجلس،  انتقدت المفوضية السامية للأمم المتحدة لشؤون اللاجئين ومنظمات غير حكومية أخرى نظام اللجوء اليوناني علنًا، بما في ذلك الافتقار إلى الحماية والرعاية للأطفال غير المصحوبين بذويهم، أوقفت عدة دول نقل طالبي اللجوء إلى اليونان بموجب لائحة دبلن الثانية. أعلنت النرويج في فبراير 2008 أنها ستتوقف عن نقل أي طالب لجوء إلى اليونان بموجب لائحة دبلن 2. في سبتمبر ايلول، تراجعت عن مسارها وأعلنت أن عمليات النقل إلى اليونان ستستند إلى التقييمات الفردية. في أبريل نيسان 2008، أعلنت فنلندا عن تحرك مماثل.
كما انتقد مفوض مجلس أوروبا لحقوق الإنسان اللائحة باعتبارها تقوض حقوق اللاجئين.
قضت المحكمة الأوروبية لحقوق الإنسان في قضية MSS ضد بلجيكا واليونان ، في 21 يناير 2011، بأن الحكومتين اليونانية والبلجيكية انتهكتا الاتفاقية الأوروبية لحقوق الإنسان من خلال تطبيق قانون الاتحاد الأوروبي الخاص بطالبي اللجوء وفُرضت عليهما غرامات قدرها يورو. 6000 و 30000 يورو على التوالي. في الآونة الأخيرة، تم سماع أصوات تدعو إلى فرض عقوبات أكثر صرامة، في حالة حدوث حالات مماثلة لمحاولة اتباع قوانين اللجوء الأوروبية في المستقبل.

## اتفاقية دبلن وأزمة اللاجئين
في حوالي 23 يونيو حزيران 2015 أثناء أزمة اللاجئين والمهاجرين الأوروبية، اعتبرت المجر نفسها مثقلة بطلبات اللجوء بعد أن استقبلت 60.000 «مهاجر غير شرعي» في ذلك العام وأعلنت أنها لم تعد تستقبل المتقدمين الذين عبروا الحدود إلى دول الاتحاد الأوروبي الأخرى وتم احتجازهم هناك، كما ينبغي وفقًا للائحة «دبلن»، بسبب «أسباب فنية» غير محددة، وبالتالي الانسحاب عمليًا من لائحة دبلن تلك. في 24 اب أغسطس 2015، قررت ألمانيا الاستفادة من «بند السيادة» لمعالجة طلبات اللجوء للسوريين التي لن تكون مسؤولة عن طلباتهم بموجب معايير اللائحة. في 2 سبتمبر كانون الأول 2015، قررت جمهورية التشيك أيضًا أن تعرض على اللاجئين السوريين الذين تقدموا بالفعل بطلب للحصول على اللجوء في دول الاتحاد الأوروبي الأخرى والذين وصلوا إلى البلاد إما معالجة طلباتهم في جمهورية التشيك (أي الحصول على حق اللجوء هناك) أو مواصلة رحلة في مكان آخر.
كما أعلنت دول مثل المجر وسلوفاكيا وبولندا رسمياً معارضتها لأي مراجعة محتملة أو توسيع للائحة دبلن، مشيرةً على وجه التحديد إلى إدخال حصص إلزامية أو دائمة جديدة لتدابير التضامن امر مرفوض.
في أبريل نيسان 2018، في اجتماع عام للجنة الداخلية في البوندستاغ الألماني، سأل الشاهد الخبير كاي هيلبرونر، عن نظام اللجوء الأوروبي المستقبلي، ووصف الوضع الحالي لنظام دبلن بأنه غير فعال. وخلص هيلبرونر إلى أنه بمجرد الوصول إلى الاتحاد الأوروبي، طالب أو طالبة اللجوء سيقوم بالسفر إلى الوجهة المرغوبة، حيث تكون فرص الحصول على وضع اللاجئ أفضل وأفضل ظروف معيشية، أمرًا شائعًا. فان العقوبات على هذا السفر غير موجودة عمليا حتى لو تم ترحيلهم بالفعل، يمكنهم دائما تنظيم العودة إلى البلد المرغوبة.

## الانسحاب البريطاني
دخل الانسحاب البريطاني حيز التنفيذ في نهاية الفترة الانتقالية لبريكست في 31 ديسمبر 2020.

## إحصائيات عام 2019
في عام 2019، أرسلت الدول الأعضاء في الاتحاد الأوروبي (EU) 142494 طلبًا صادرًا لنقل مسؤولية فحص طلب اللجوء وتنفيذ 23737 عملية تحويل صادرة إلى دول أعضاء أخرى بشكل فعال.
تم إرسال أكبر عدد من الطلبات الصادرة باستخدام إجراء دبلن من ألمانيا (48844)، وفرنسا (48321)، ويمثل كل منها ما يقرب من ثلث إجمالي عدد الطلبات الصادرة المسجلة في عام 2019. تلتها بلجيكا (11882) وهولندا (9267). أرسلت هذه الدول الأعضاء الأربعة معًا أكثر من أربعة أخماس (83٪) من جميع الطلبات الصادرة في عام 2019.